# Ruth Belville

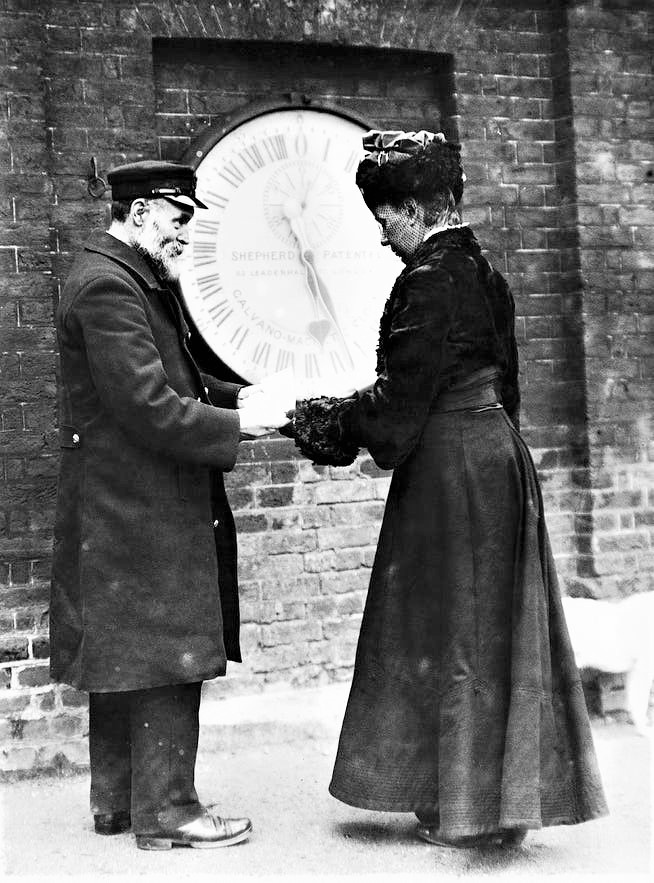
Ruth Belville vor der „Shepherd gate clock“ in Greenwich, 1908

Elizabeth Ruth Belville (* 5. März 1854 in London; † 7. Dezember 1943 ebenda) war eine britische Unternehmerin, die mehr als vier Jahrzehnte lang die genaue Uhrzeit verkaufte. Sie glich dazu ein Chronometer mit der amtlich gemessenen Zeit (Greenwich Mean Time) im Royal Observatory in Greenwich ab und besuchte dann Abonnenten im Londoner Stadtgebiet, die ihre Uhren nach dem Chronometer von Ruth Belville einstellten. Diese Dienstleistung wurde bereits 1836 von Ruth Belvilles Vater eingeführt und von ihr bis zum Jahr 1939 betrieben. Ruth Belville wurde aufgrund ihrer ungewöhnlichen Tätigkeit eine lokale Berühmtheit und ging als die „Greenwich Time Lady“ in die Geschichte Londons ein.

## Biografie
Ruth Belville wurde am 5. März 1854 im Londoner Stadtteil Greenwich geboren. Ihr Vater John Henry Belville, ein gebürtiger Franzose, war zum Zeitpunkt ihrer Geburt bereits 59 Jahre alt, Ruths Mutter Maria war seine dritte Ehefrau. Ruth Belville hatte drei ältere Halbbrüder und drei ältere Halbschwestern, die aus den beiden früheren Ehen des Vaters stammten, darunter die Fotografin Cecilia Louisa Glaisher (1828–1892), die den Meteorologen James Glaisher geheiratet hatte.
John Henry Belville arbeitete am Royal Greenwich Observatory, wo er seit 1811 dem Astronomer Royal John Pond bei Wetterbeobachtungen assistierte. In den Jahren 1849 und 1850 fasste Belville seine Erfahrungen im Umgang mit Thermometern und Barometern in zwei Handbücher zusammen (A Manual of the Barometer, A Manual of the Thermometer). Unter Ponds Nachfolger George Biddell Airy übernahm Belville ab 1836 zusätzlich die Aufgabe, die regelmäßig am Royal Observatory gemessene Uhrzeit, die Greenwich Mean Time, bestimmten Kunden wie Uhrmachern in London zu übermitteln. Zur Synchronisation der verschiedenen Uhren mit der Uhr im Royal Observatory verwendete Belville ein in Silber eingefasstes Chronometer, das 1794 von John Arnold hergestellt worden war, und das auf die Zehntelsekunde genau die Uhrzeit wiedergeben konnte. Das später nur „Arnold“ genannte Chronometer soll ursprünglich für Prinz Augustus Frederick, Duke of Sussex, den sechsten Sohn von König Georg III., angefertigt worden sein. Es diente Belvilles Kunden als Referenzuhr, nach der diese dann ihre eigenen Uhren einstellen konnten.

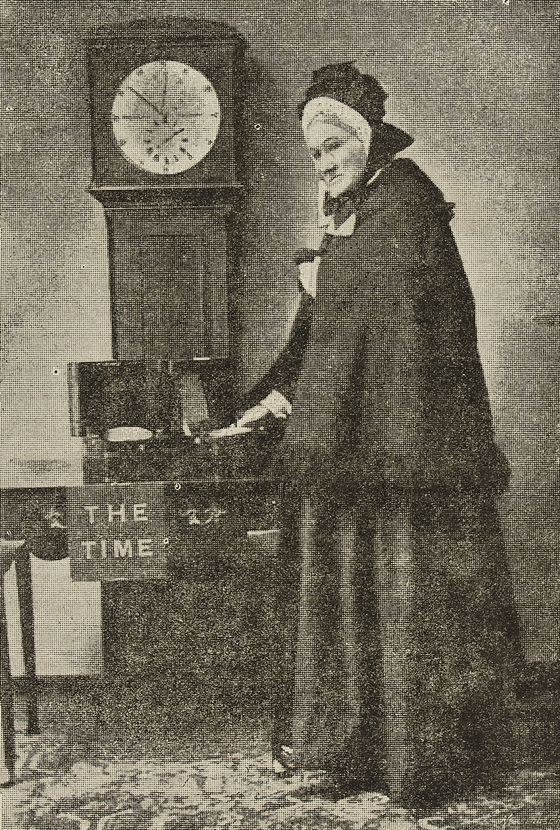
Ruths Mutter Maria Belville, 1892

Als John Henry Belville 1856 starb, übernahm seine Witwe Maria die Aufgabe, die Kunden des Mannes regelmäßig mit der exakten Uhrzeit zu beliefern. Dieses Geschäft war die einzige Einnahmequelle für Maria Belville. Sie suchte mehrmals die Woche das Royal Observatory in Greenwich auf und ließ sich dort die Genauigkeit ihres „Arnold“ zertifizieren. Maria Belville betrieb das Geschäft bis zu ihrem 80. Lebensjahr. Im Oktober 1892 ging sie gesundheitsbedingt in den Ruhestand, an ihrer Stelle übernahm Ruth Belville das Unternehmen.
Obwohl das General Post Office bereits seit den 1870er Jahren die Uhrzeit telegrafisch übermittelte und 1882 mit der Standard Time Company ein privates Unternehmen gegründet wurde, das sich der Übertragung von Zeitsignalen verschrieben hatte, blieb Ruth Belville ein treuer Kundenkreis erhalten. Allerdings sank die Anzahl der Abonnenten von 200, die noch von John Henry Belville mit der Uhrzeit beliefert wurden, auf rund 60 Kunden im Jahr 1908. Ihr Jahreseinkommen betrug 1908 nach eigenen Angaben rund 200 Pfund Sterling. Viele Abonnenten wollten aber nicht auf Ruth Belvilles Dienste verzichten, da das „Arnold“ eine höhere Genauigkeit besaß als die elektrischen Uhren. Belvilles Chronometer, das von ihr in einer Handtasche transportiert wurde, wurde jeden Montag gegen 9 Uhr mit der Uhr in Greenwich abgeglichen, die Übereinstimmung der Uhrzeiten wurde ihr vom Royal Observatory schriftlich bestätigt.
Trotz des kleinen Kundenkreises erregte Ruth Belvilles Geschäft Missgunst bei der Konkurrenz. Im Jahr 1908 kam es zu einem aufsehenerregenden Zwischenfall, als ihr St. John Wynne, der Geschäftsführer der Standard Time Company, in einer Ansprache unlautere Methoden und einen altmodischen Service vorwarf. Wynnes Schmähungen wurden in der Londoner Presse abgedruckt, erwiesen sich allerdings als eine willkommene Werbung für Ruth Belville, die als „Greenwich Time Lady“ zu einer über die Grenzen von London hinaus bekannten Berühmtheit aufstieg. Zeitungsreporter rissen sich um Interviews mit ihr, Fotografien von Belville wurden veröffentlicht und sogar deutsche Zeitungen berichteten über sie.
In den folgenden Jahrzehnten blieb Ruth Belville eine vertraute Erscheinung in Greenwich und der City of London. Die Presse wurde immer wieder auf Belville und ihre anachronistisch wirkende Dienstleistung aufmerksam, 1936 gab sie schließlich der BBC ein ausführliches Radiointerview. Bis zuletzt hatte sie 40 bis 50 Kunden, die sie auch noch im hohen Alter wöchentlich besuchte. Zwar strahlte das Royal Observatory über den Rundfunksender der BBC seit Februar 1924 das berühmte Zeitzeichen mit den sechs Piepsern aus (das Greenwich Time Signal) und führte 1936 eine eigene Zeitansage als telefonischen Service ein, doch bekannte es sich auch weiterhin zu Belville und ihrem Unternehmen.
Erst 1939, im Alter von 85 Jahren, ging Ruth Belville in den Ruhestand. Die unverheiratet gebliebene Pensionärin verbrachte ihre letzten Lebensjahre in einer Wohnung im Londoner Stadtteil Beddington, die sie bereits 1934 bezogen hatte. Dort starb sie am 7. Dezember 1943 im Alter von 89 Jahren an einer Kohlenstoffmonoxidvergiftung.

## Nachwirkung
Als Ruth Belville 1939 ihre Tätigkeit als Verkäuferin der Uhrzeit aufgab, endete eine 103 Jahre andauernde Tradition. Belville hatte keine Nachkommen, und angesichts der inzwischen sekundengenauen Übermittlung der Uhrzeit per Telefon und Rundfunk sah das Royal Observatory in Greenwich keine Notwendigkeit, Ruth Belvilles Dienstleistung durch andere Personen fortzusetzen.
Die herausragende Rolle von Ruth Belville und ihren Eltern in der Geschichte der Zeitmessung am Royal Observatory wurde in mehreren Nachrufen betont, unter anderem erschienen Einträge in dem Magazin The Observatory und im Journal of the British Astronomical Association. Das seit 1836 in Familienbesitz befindliche Chronometer, das Arnold 485/786, hinterließ Belville der Worshipful Company of Clockmakers. Es wird heute im Clockmakers’ Museum in der Londoner Guildhall ausgestellt.
In den Jahrzehnten nach Ruth Belvilles Tod wurde die Leistung der Familie Belville meist als eine Randnotiz in der Geschichte des Greenwich Royal Observatory erwähnt. Eine ausführlichere Würdigung folgte 2008 in der vom National Maritime Museum herausgegebenen Biografie Ruth Belville: The Greenwich Time Lady, die in zahlreichen Fachzeitschriften und Zeitungen rezensiert wurde und somit die Geschichte Ruth Belvilles wieder in die Öffentlichkeit rückte.